# Cinderella (film 1957)
Cinderella è un film per la televisione del 1957 diretto da Ralph Nelson. Tratto dalla tradizionale fiaba di Cenerentola, il film è il primo musical di Rodgers e Hammerstein scritto appositamente per la televisione per l'attrice Julie Andrews. Il film fu visto da oltre cento milioni di spettatori durante la prima messa in onda e fu successivamente riadattato per le scene e in altri film televisivi e cinematografici.

## Trama
Nella piazza del villaggio il banditore annuncia che il Re sta per dare un ballo per celebrare il ventunesimo compleanno del principe Christopher. Tutte le ragazze sono emozionate al pensiero di incontrarlo e tra loro anche Cenerentola, che dopo la morte del padre è stata ridotta in servitù dalla matrigna e dalla sorellastre Porzia e Joy. Tra una faccenda e l'altra, Cenerentola sogna una vita diversa in cui è più di una serva.
Mentre al palazzo si prepara il grande ballo, il re e la regina esprimono la speranza che il figlio trovi qualcuna da sposare, anche se il principe è ansioso all'idea di incontrare tutte quelle donne che cercano di attirare la sua attenzione. Dopo che la matrigna e le sorellastre partono per il ballo dopo aver irriso i sogni di Cenerentola, la ragazza riceve la visita della sua Fata Madrina, che usa la magia per procurarle uno splendido abito e una carrozza con cui andare al ballo.
Cenerentola arriva a palazzo mezz'ora prima della mezzanotte, l'ora in cui la magia svanirà. Il principe è infastidito dall'insistenza di tutte le ragazze con cui deve ballare, ma la sua attenzione viene prontamente catturata da Cenerentola, con cui balla e si innamora. Quando i due si abbracciano però l'orologio scocca la mezzanotte e Cenerentola fugge precipitosamente, facendo cadere una delle sue scarpette di cristallo.
La mattina dopo la matrigna e le sorellastre, che non hanno riconosciuto Cenerentola la sera prima, sono sorpresi da quanti dettagli sul ballo la ragazza sembri conoscere . Il principe comincia a cercare la ragazza misteriosa per tutto il paese, facendo provare una a una la scarpetta smarrita. La matrigna, che sospetta la verità, allontana i messaggeri del re da casa ed essi tornano a palazzo senza aver trovata la proprietaria delle scarpette. Cenerentola era scappata di casa e si era rifugiata nei giardini del palazzo, dove viene trovata e arrestata. La guardia, ispirata dalla Fata Madrina, le fa provare la scarpetta, che le calza alla perfezione. La conduce allora davanti al principe, che la riconosce e la sposa.

## Produzione

### Sviluppo
Negli anni cinquanta gli adattamenti televisivi di musical teatrali erano piuttosto popolari e nel corso del decennio furono realizzati trasposizioni per il piccolo schermo di musical di Broadway come Annie Get Your Gun, Wonderful Town, Anything Goes e Kiss Me, Kate. Nel 1955 la NBC aveva realizzato un adattamento di successo di Peter Pan con Mary Martin e così la casa di produzione contattò Richard Rodgers ed Oscar Hammerstein II con la richiesta di scrivere un musical originale per il loro canale. I due decisero di scrivere un musical su Cenerentola e il produttore Richard Lewine, vicepresidente della CBS, propose al due di scrivere lo show per la sua casa di produzione per mettere in luce la loro stella emergente Julie Andrews, fresca del successo di My Fair Lady a Broadway.
Rodgers e Hammerstein ottennero il controllo creativo sulla produzione, di cui curarono personalmente la scelta del cast, della regia, di scenografie e costumi. La produzione fu annunciata al pubblico il 5 settembre 1956 e per Hammerstein ci vollero sette mesi per scrivere il libretto del musical, che intendeva essere fedele alla fiaba originale di Charles Perrault.

### Riprese
Le prove cominciarono il 21 febbraio 1957, con Ralph Nelson alla regia e le coreografie di Jonathan Lucas. Le orchestrazioni erano di Robert Russell Bennett, mentre l'orchestra era diretta da Alfredo Antonini. Con un cast di 56 attori, 33 musicisti e ottanta tecnici, l'allestimento di Cinderella si trasferì allo studio della CBC, da cui lo spettacolo fu ripreso dal vivo e trasmesso negli Stati Uniti dalla CBS il 31 marzo 1957.

## Colonna sonora

### Album
Il cast di Cinderella incise le canzoni del musical per la Columbia Records il 18 marzo 1957, due settimane prima della messa in onda. Una prima versione monofonica fu rilasciata nel 1957, seguita nel 1958 da una versione stereofonica.

#### Tracce
1. Orchestra - Overture - 2:59
2. Julie Andrews - In My Own Little Corner - 3:45
3. Robert Penn & Cast - The Prince Is Giving A Ball - 2:36
4. Dorothy Stickney, Iggie Wolfington, George Hall, Howard Lindsay - Royal Dressing Room Scene - 1:45
5. Julie Andrews - In My Own Little Corner (Reprise) - 2:34
6. Julie Andrews, Edie Adams - Impossibile; It's Possible - 4:17
7. Orchestra - Gavotte - 3:06
8. Jon Cypher, Julie Andrews - Ten Minutes Ago - 2:34
9. Kaye Ballard, Alice Ghostley - Stepsisters' Lament - 1:24
10. Cast - Waltz for a Ball - 3:45
11. Jon Cypher, Julie Andrews - Do I Love You Because You're Beautiful? - 2:51
12. Julie Andrews, Ilka Chase, Kaye Ballard, Alice Ghostley - When You're Driving Through the Moonlight - 3:20
13. Julie Andrews, Ilka Chase, Kaye Ballard, Alice Ghostley - A Lovely Night - 2:10
14. Orchestra - The Search - 1:21
15. Edie Adams & Cast - The Wedding - 3:49

## Riconoscimenti
- 1958 - Primetime Emmy Award
  - Candidatura per la migliore attrice per Julie Andrews
  - Candidatura per il miglior contributo musicale alla televisione per Richard Rodgers
  - Candidatura per il miglior lavoro di telecamere per CBS

## Adattamenti

### Televisione

#### Versione del 1965
Visto il successo della prima versione, nel 1965 la CBS realizzò un remake del musical con Joseph Schrank che scrisse una nuova versione del libretto, più vicino alla trama tradizionale anche se quasi tutte le canzoni rimasero nella colonna sonora. Una nuova sequenza apre la storia: il principe si ferma a casa di Cenerentola con il suo seguito per dissetarsi di ritorno da un viaggio. Cenerentola, ignara della sua identità finché un paggio non lo chiama "vostra altezza", gli offre gentilmente dell'acqua dal pozzo. Dopo essersene andato, il principe canta la canzone "Loneliness of Eveving", composta nel 1949 per South Pacific ma non utilizzata in quel musical. Inoltre, Cenerentola canta "In My Own Little Corner" prima dell'annuncio del ballo. Rispetto alla produzione originale i nomi delle sorellastre furono cambiati e la sequenza Royal Dressing Room Scene venne omessa.
La regia era di Charles S. Dubin e le coreografie di Eugene Loring. Il film venne girato su videotape ai CBS Television City di Hollywood per le future repliche. Il cast comprendeva: Ginger Rogers (Regina), Walter Pidgeon (Re), Celeste Holm (Fata Madrina), Jo Van Fleet (Matrigna), Pat Carroll (Prunella), Barbara Ruick (Esmeralda), Stuart Damon (Principe) e la diciottenne Lesley Ann Warren nel ruolo di Cenerentola. Fu trasmesso per la prima volta il 22 febbraio 1965 e si rivelò talmente popolare da essere riproposto otto volte prima del febbraio 1974.

#### Versione del 1997
Nel 1997 Robert Iscove diresse un nuovo adattamento televisivo del film con le coreografie di Rob Marshall. Prodotto dalla Walt Disney Television e trasmesso per la prima volta il 2 novembre 1997, questo Cinderella annoverava nel cast Brandy Norwood (Cenerentola), Whitney Houston (Fata Madrina), Bernadette Peters (Matrigna), Whoopi Goldberg (Regina), Jason Alexander (Araldo), Victor Garber (Re) e Paolo Montalbán (Principe). Nel film il ruolo della Fata Madrina fu ingrandito per accomodare Whitney Houston, mentre alla colonna sonora si aggiunsero altre canzoni di Rodgers & Hammerstein: "Falling in Love with Love" da The Boys from Syracuse, "The Sweetest Sounds" da No Stings e "There's Music in You" da Main Street to Broadway.

### Teatro
Già un anno dopo la prima messa in onda, Cinderella fu riadattato per le scene come pantomima di Natale al London Coliseum nel 1958, con l'aggiunta di alcune canzoni da Me & Juliet. Harold Fielding produsse il musical, che debuttò il 18 dicembre 1958 con un cast che comprendeva Tommy Steele, Jimmy Edwards, Kenneth Williams e Betty Marsden. Negli Stati Uniti le versioni teatrali del musical cominciarono ad apparire nel 1961. La prima produzione importante fu portata in scena alla New York City Opera nel 1991 con Sally Ann Howes (Fata Madrina), Nancy Marchand (Matrigna) e Jean Stapleton. La produzione fu un tale successo da essere riproposta anche nel 1995, mentre il teatro ospitò una nuova versione dello show nel 2004 con Eartha Kitt (Fata Madrina), Sarah Uriarte Berry (Cenerentola), Lea DeLaria (Joy), Ana Gasteyer (Porzia) e Dick Van Patten (Re).
Dal novembre del 2000 al 2001 Cinderella è andato in tournée per gli Stati Uniti con la Kitt nel ruolo della Fata Madrina, Deborah Gibson e Jamie-Lynn Sigler in quello di Cenerentola e Paolo Montalban in quello del principe. Un tour asiatico di trenta settimane è andato in scena nel 2008 nelle Filippine, Cina, Tailandia, Singapore, Malesia, Corea del Sud e Giappone con Lea Salonga, che ha inciso il ruolo anche su disco; i costumi erano di Renato Balestra. Nel 2009 un cast interamente femminile ha portato in scena il musical al Shinjuku Koma Theater di Tokyo con i cantanti del gruppo Morning Musume e la compagnia del Takarazuka Revue.

#### A Broadway
Una nuova versione del musical, con un libretto interamente riscritto da Douglas Carter Beane, ha debuttato al Broadway Theatre di Broadway nel 2013. L'adattamento ha aggiunto alla trama un elemento politico, in cui Cenerentola (detta Ella) apre gli occhi al principe Topher sulla situazione si disagio e ingiustizia in cui versa il regno, mentre il rivoltoso Jean-Michel fomenta il popolo contro la famiglia reale. Il cast originale del musical includeva Laura Osnes (Cenerentola), Santino Fontana (principe), Victoria Clark (Fata Madrina), Harriet Harris (Matrigna), Peter Bartlett (Primo Ministro) e Ann Harada (sorellastra). Il musical è rimasto in cartellone per oltre ottocento rappresentazioni, durante le quali sostituzioni notevoli hanno incluso Keke Palmer (Cenerentola), Judy Kaye e Rebecca Luker (Fata Madrina) e Nancy Opel e Fran Drescher (Matrigna).